# Людовик XVI
Людо́вик XVI (Луи-Огюст) (фр. Louis XVI; 23 августа 1754[…], Версаль — 21 января 1793[…], площадь Согласия, Первая Французская республика), после 21 сентября 1792 официально именовался Луи Капет (фр. Louis Capet) — король Франции из династии Бурбонов, сын дофина Людовика Фердинанда, наследовал своему деду Людовику XV в 1774 году. Последний монарх Франции Старого порядка. При нём после созыва Генеральных штатов в 1789 году началась Великая французская революция. Людовик неудачно пытался бежать из страны, после чего сначала принял конституцию 1791 года, отказался от абсолютизма и стал конституционным монархом, однако вскоре начал нерешительно противодействовать радикальным мерам революционеров. 10 августа 1792 года после штурма Тюильри был отстранён от власти, и впоследствии официально лишён престола, предан суду Конвента и вскоре казнён на гильотине.
После свержения Национальный конвент лишил Людовика XVI титула короля и дал ему фамилию Капет (фр. Capet), по имени его предка Гуго Капета, основателя династии Капетингов (ветвью которой является династия Бурбонов).

## Характеристика. Начало правления
Это был человек доброго сердца, но незначительного ума и нерешительного характера. Людовик XV не любил его за отрицательное отношение к придворному образу жизни и презрение к Дюбарри и держал его вдали от государственных дел. Воспитание, данное Людовику герцогом Вогюйоном, доставило ему мало практических и теоретических знаний.
Наибольшую склонность выказывал он к физическим занятиям, особенно к слесарному делу и к охоте. Несмотря на разврат окружавшего его двора, он сохранил чистоту нравов, отличался большой честностью, простотой в обращении и неприязнью к роскоши. С самыми добрыми чувствами вступал он на престол с желанием работать на пользу народа и уничтожить существовавшие злоупотребления, но не умел смело идти вперёд к сознательно намеченной цели. Он подчинялся влиянию окружающих, то тёток, то братьев, то министров, то королевы (Марии Антуанетты), отменял принятые решения, не доводил до конца начатых реформ.

## Реформы Тюрго
Молва о его честности и хороших намерениях возбудила в народе самые радужные надежды. И действительно, первым действием Людовика было удаление Дюбарри и прежних министров, но сделанный им выбор первого министра оказался неудачным: призванный из отставки 72-летний граф Морепа неохотно пошёл по пути реформ и при первом удобном случае свернул с него в сторону.

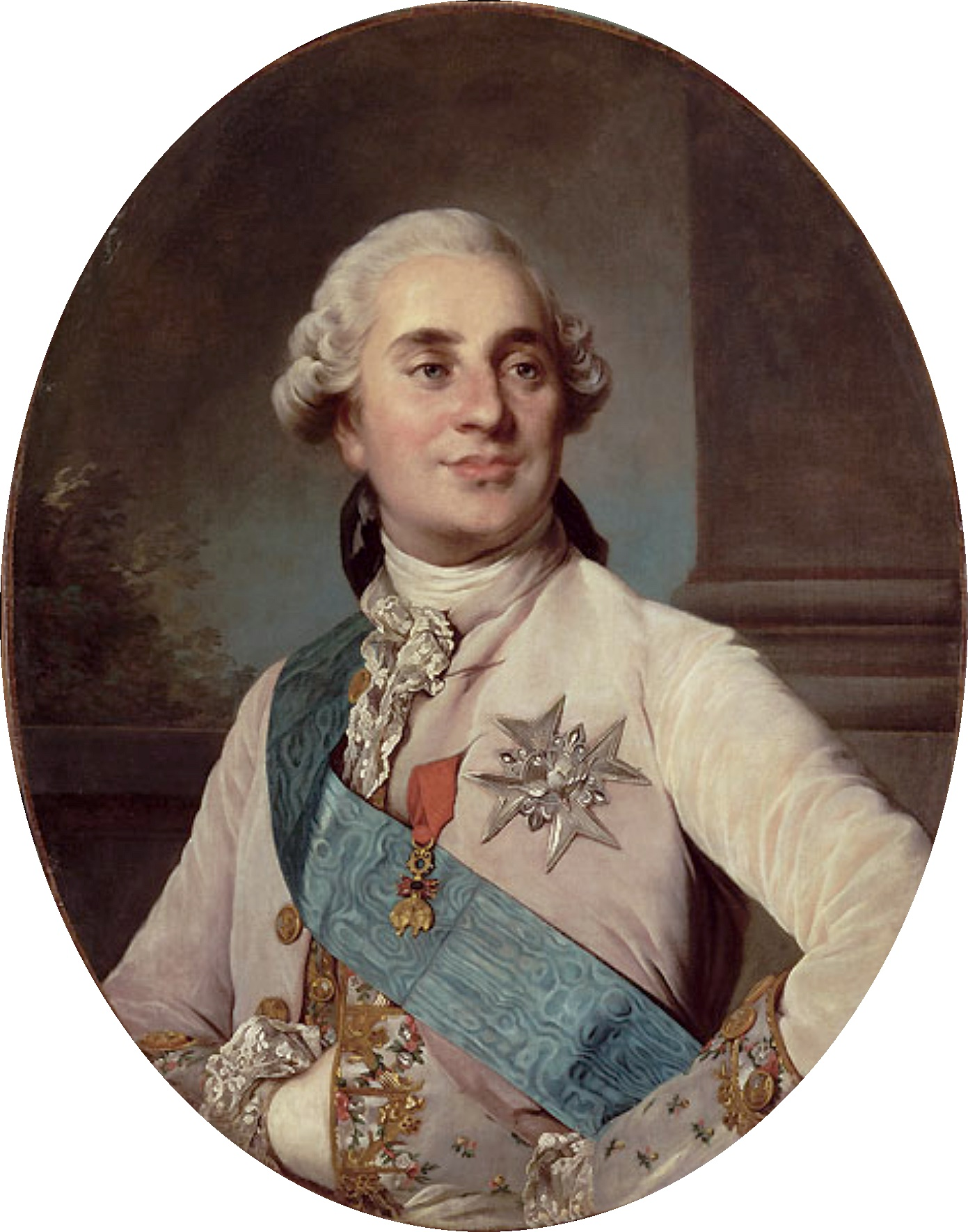
Людовик XVI в 1775 году

Отменена была феодальная повинность в 40 млн и ликвидированы «droits de joyeux avènement», то есть особые королевские привилегии перед законом; уничтожены синекуры, сокращены придворные расходы. Во главе управления поставлены были такие талантливые патриоты, как Тюрго и Мальзерб. Первый одновременно с целым рядом финансовых реформ — равномерное распределение податей, распространение поземельного налога на привилегированные сословия, выкуп феодальных повинностей, введение свободы хлебной торговли, отмена внутренних таможен, цехов, торговых монополий — предпринял преобразования во всех отраслях народной жизни, в чём ему помогал Мальзерб, пытаясь уничтожить lettres de cachet, устанавливая свободу совести и т. д.
Но дворянство, парламент и духовенство восстали против провозвестников новых идей, крепко держась за свои права и привилегии. Тюрго пал, хотя король говорил о нём: «только я и Тюрго любим народ». Со свойственной ему нерешительностью Людовик хотел смягчения злоупотреблений, но не искоренения их. Когда его убедили уничтожить крепостное право в своих владениях, он, «уважая собственность», отказался распространить эту отмену на земли сеньоров, а когда Тюрго подал ему проект об отмене привилегий, он написал на полях его: «какое преступление совершили дворяне, провинциальные штаты и парламенты, чтобы уничтожать их права».
После удаления Тюрго в финансах водворилась настоящая анархия. Для исправления их были последовательно призваны Жак Неккер, Шарль Александр Калонн и Ломени де Бриенн, но за отсутствием определённого плана действий министры не могли достичь никаких определённых результатов, а делали то шаг вперёд, то шаг назад, то боролись с привилегированными классами и стояли за реформы, то уступали состоятельным классам и действовали в духе Людовика XIV.

## Контрреформы

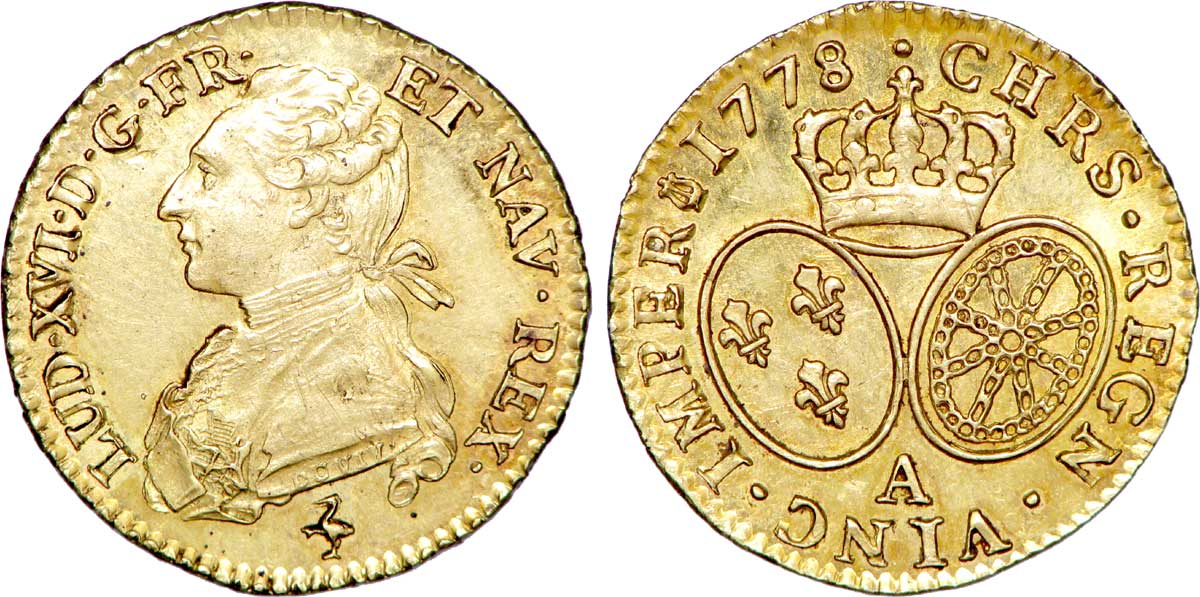
Луидор 1778 года с бюстом Людовика XVI — короля Франции и Наварры

Первым проявлением реакции был регламент 1781 года, допускавший производство в офицеры только дворян, доказавших древность своего рода (4 поколения), исключение было только для артиллеристов и инженеров. Доступ к высшим судебным должностям был закрыт для лиц третьего сословия. Дворянство употребляло все усилия, чтобы освободиться от уплаты не только налогов, созданных Тюрго, но и тех, которые были установлены в 1772 году. Оно одержало верх в споре с земледельцами по поводу dîmes insolites — распространения церковной десятины на картофель, сеяную траву и т. п. Священникам запрещено было собираться без разрешения их начальства, то есть тех, против кого они искали защиты у государства. Такая же реакция замечалась и в феодальных отношениях: сеньоры восстанавливали свои феодальные права, предъявляя старые документы, которые теперь принимались в расчёт. Оживление феодализма проявлялось даже в королевских доменах. Доверие к королевской власти ослабело. Между тем, участие Франции в североамериканской войне усилило стремление к политической свободе.

## Финансовый кризис и созыв Генеральных штатов

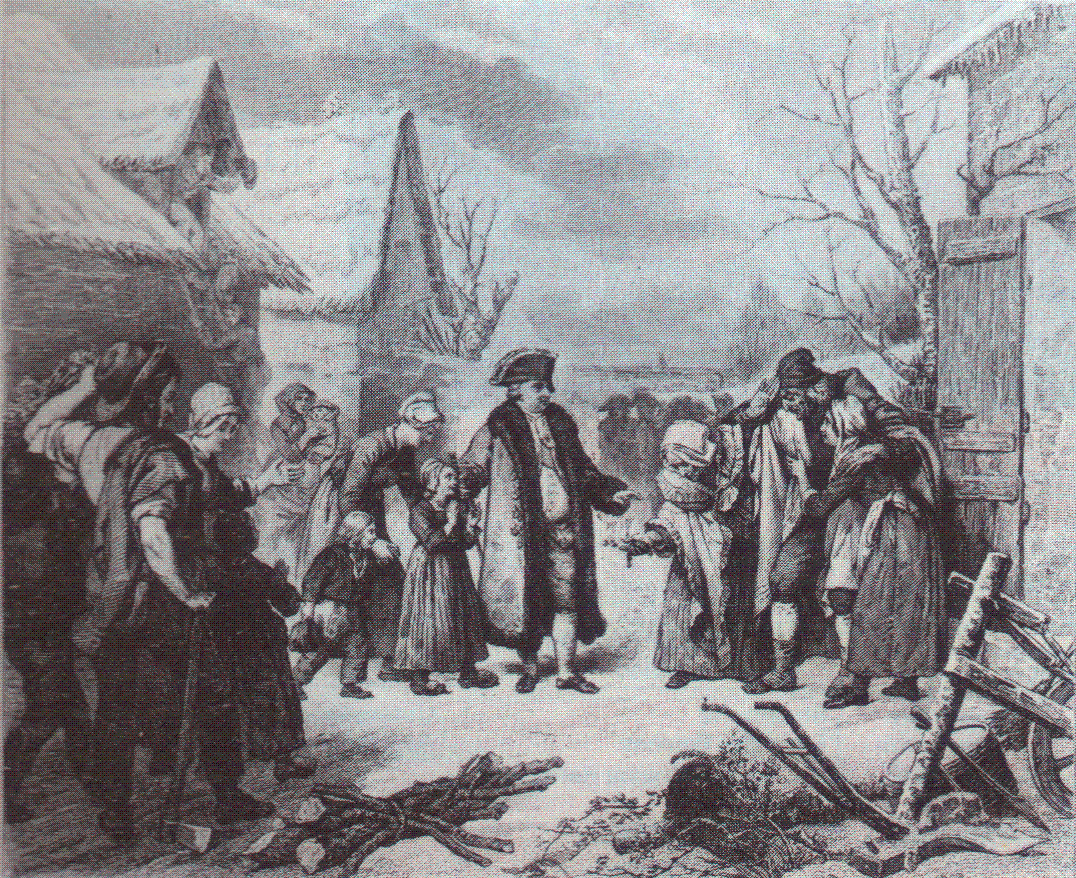
Людовик XVI раздаёт милостыню бедным крестьянам

Финансы приходили всё в большее расстройство: займы не могли покрыть дефицита, который достиг 198 млн ливров в год, отчасти вследствие неумелого управления финансами, отчасти вследствие расточительности королевы и щедрых даров, которые король под давлением окружающих расточал принцам и придворным. Правительство почувствовало, что оно не в состоянии справиться с затруднениями, и увидело необходимость обратиться за помощью к обществу. Сделана была попытка реформировать областное и местное самоуправление: власть интендантов была ограничена, часть её передана провинциальным собраниям с сохранением сословных отличий — но они введены были лишь кое-где, в виде опыта, и реформа никого не удовлетворила. Созвано было собрание нотаблей, которое однако не согласилось на установление всеобщего поземельного налога, указав, что столь серьёзная налоговая реформа может быть санкционирована лишь Генеральными штатами.
Парламент также отказался зарегистрировать эдикты о новых налогах, смело указывая на расточительность двора и королевы и в свою очередь потребовав созыва Генеральных штатов. Король в lit de justice заставил парламент зарегистрировать эдикты и изгнал его в Труа, но затем обещал созвать через пять лет Генеральные штаты, если парламент утвердит заём на покрытие расходов за это время. Парламент отказался. Тогда король приказал арестовать нескольких его членов и издал 8 января 1788 г. эдикт, уничтожавший парламенты и учреждавший на их место cours plénières из принцев, пэров и высших придворных, судебных и военных чинов. Это возмутило всю страну: Бриенн должен был покинуть свой пост, и на его место назначен был опять Неккер. Парламент был восстановлен. Новое собрание нотаблей ни к чему не привело; тогда наконец были созваны Генеральные штаты.

## От Генеральных штатов к Национальному собранию. Начало революции

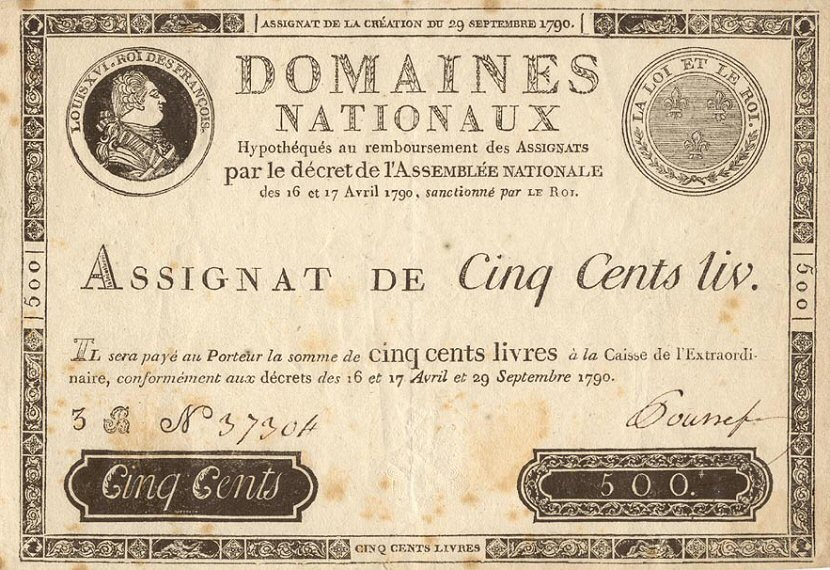
Односторонний королевский ассигнат 500 ливров с профилем Людовика XVI, 1790

Генеральные штаты собрались 5 мая 1789 года в Версале. Во всех cahiers (см. Госуд. чины) требовалось коренное преобразование старого порядка вещей. На очереди стоял, прежде всего, вопрос о том, должны ли Штаты сохранить свою старую, сословную форму. Третье сословие разрешило его в смысле разрыва с прошлым, объявив себя 17 июня Национальным собранием и пригласив другие сословия к объединению на этой почве. Людовик, поддавшись увещеваниям аристократии, в королевском заседании 23 июня приказал восстановить старый порядок и голосовать по сословиям. Национальное собрание отказалось повиноваться, и король сам вынужден был просить дворянство и духовенство соединиться с третьим сословием. Постоянно колеблясь, Людовик становился то на сторону народа, то на сторону придворных, придумывая с ними вечно неудающиеся планы государственных переворотов. 11 июля он отставил Неккера, что сильно возмутило народ.
Сосредоточение 30 000 войска около Парижа только подлило масла в огонь: 14 июля в Париже вспыхнуло восстание, Бастилия была взята народом. Напрасно маршал Брольи убеждал монарха стать во главе войск и удалиться в Лотарингию. Король, опасаясь гражданской войны, 15 июля отправился пешком в Национальное собрание и заявил, что он и нация — одно и что войска будут удалены. 17 июля он поехал в Париж, одобрил учреждение национальной гвардии и вернулся в сопровождении ликующей толпы. 18 сентября он утвердил декрет собрания об уничтожении остатков феодализма. После мятежа 5 и 6 октября он переселился в Париж и впал в полную апатию; власть и влияние всё больше переходили к учредительному собранию. В действительности он уже не царствовал, а присутствовал, изумлённый и встревоженный, при смене событий, то приспособляясь к новым порядкам, то реагируя против них в виде тайных воззваний о помощи к иностранным державам.

## Попытка бегства. Конституционный монарх
Людовик и вся его семья в ночь на 21 июня 1791 года тайно выехали, в сопровождении трёх телохранителей, в карете в сторону восточной границы. Побег был подготовлен и осуществлён шведским графом Хансом Акселем фон Ферзеном, который, один из немногих, выполнял свой долг (noblesse oblige!).
B Сент-Мену почтмейстер Друэ увидел в уезжающей карете короля, но чтобы удостовериться в этом, он вскочил на коня и пустился вдогонку. В Варене, узнав в паже переодетого Людовика, он ударил в набат. Сбежались люди. Король и королева были задержаны и под конвоем возвращены в Париж. Они были встречены гробовым молчанием народа, столпившегося на улицах.
14 сентября 1791 года Людовик принёс присягу новой конституции, но продолжал вести переговоры с эмигрантами и иностранными державами, даже когда официально грозил им через посредство своего жирондистского министерства, и 22 апреля 1792 года, со слезами на глазах, объявил войну Австрии. Отказ Людовика санкционировать декрет собрания против эмигрантов и мятежных священников и удаление навязанного ему патриотического министерства вызвали движение 20 июня 1792 года, с народной манифестацией, закончившейся вторжением в королевский дворец Тюильри, а доказанные сношения его с иностранными государствами и эмигрантами привели к восстанию 10 августа и низвержению монархии (21 сентября).

## Арест и казнь

Казнь Людовика XVI

11 августа 1792 года он содержался с семейством уже под арестом в Люксембургском дворце, а через несколько дней в Тампле. Процесс его в конвенте начался 11 августа.
Людовик был заключён с семьёй в Тампль и обвинён в составлении заговора против свободы нации и в ряде покушений на безопасность государства.
11 декабря 1792 года начался суд над королём в Конвенте. Людовик (на суде именуемый гражданин Луи Капет) держал себя с большим достоинством и, не довольствуясь речами избранных им защитников, сам защищался против возводимых на него обвинений, ссылаясь на права, данные ему конституцией. Вечером 16 января 1793 года началось голосование депутатов, вызываемых поимённо. Через 24 часа Людовик был приговорён к смертной казни большинством голосов: 361 голос за казнь, при 360 голосах против, при этом 26 голосов за смертную казнь были с оговоркой об отсрочке её исполнения. 18 января новым голосованием Конвента в отсрочке было отказано.
Людовик с большим спокойствием выслушал приговор и 21 января 1793 года взошёл на эшафот. Его последними словами на эшафоте были: «Я умираю невинным, я невиновен в преступлениях, в которых меня обвиняют. Говорю вам это с эшафота, готовясь предстать перед Богом. И прощаю всех, кто повинен в моей смерти».

## Образ в культуре
Литература
- Роман Лиона Фейхтвангера «Лисы в винограднике» (1946) непосредственно затрагивает жизнь и правление Людовика XVI.
- Людовик XVI стал персонажем романа британской писательницы Хилари Мантел «Сердце бури» (1992).

Кино
- «Наполеон» (немой, Франция, 1927). В роли короля — актёр Луис Санче
- «Мария-Антуанетта» (1938), в роли короля — актёр Роберт Морли
- «Наполеон: путь к вершине» (Франция, Италия, 1955) В роли короля — актёр Гилберт Бокановский[фр.]
- «Мария-Антуанетта — королева Франции» (1956). В роли короля — актёр Жак Морель[фр.]
- «Новый мир» (Il Mondo Nuovo), или «Ночь в Варенне» — реж. Этторе Скола (Италия, 1982). В роли короля — Мишель Пикколи
- «Французская революция» — реж. Робер Энрико, Ричард Т. Хеффрон (Франция, Великобритания, Италия, ФРГ, Канада, 1989). В роли короля — Жан-Франсуа Бальмер
- «Насмешка» (Ridicule) — реж. Патрис Леконт (Франция, 1996). В роли короля — Урбен Канселье
- «Николя ле Флок» (Nicolas Le Floch) — мини-сериал, реж. Николя Пикар, Филипп Беренжер, Эдвин Бейли (Франция, 2008—2015). В роли короля — Луи Барра
- Джон Адамс (John Adams) (телевизионный мини-сериал, США, 2008, 3й эпизод). В роли короля — Damien Jouillerot.
- «Мария-Антуанетта» — реж. София Коппола, в роли короля Джейсон Шварцман.
- «Мария-Антуанетта. Подлинная история» (2006, Канада-Франция), реж. Франсис Леклер, Ив Симоно, в роли короля Оливье Обен.
- «В тот день всё изменилось» (телесериал, эпизод «Побег Людовика XVI», 2009) — художественно-документальный телефильм Арно Селиньяка, в роли короля Антуан Гуй.
- «Один король одна Франция» (фильм снят в 2018 году) — Фильм о героях французской революции. Режиссёр: Пьер Шоллер.
- Мария-Антуанетта (сериал) 2022, Франция, реж. Жоффрей Энтховен, в роли Людовика XVI — Louis Cunningham
- Никита Кологривый сыграл Людовика XVI в комедии «Иван Васильевич меняет всё»
- «Падение Короны» (2024) — Фильм о последних месяцах жизни Людовика XVI. В роли короля — Гийом Кане.

Мультипликация
- Аниме-сериал «Роза Версаля» по одноимённой манге Риёко Икэды, 1979, Япония

Видеоигры
- Присутствует в игре «Assassin’s Creed Unity», посвящённой событиям Великой французской революции.
- Под именем Луи Капет появляется в «We:The Revolution».
- В мобильной игре «Time Princess» — один из главных персонажей-компаньонов серии книг «Queen Marie», посвящённой Марии-Антуанетте.